# Józef Podobiński
Józef Podobiński (ur. 17 marca 1925 w Polnej koło Grybowa, zm. 16 maja 1993 w Siemianowicach Śląskich) – polski kompozytor, pedagog muzyczny.

## Życiorys
Urodził się 17 marca 1925 roku w Polnej (małopolska); pochodził z wielodzietnej rodziny. Talent oraz zainteresowanie muzyczne wyniósł z domu. Od najmłodszych lat, grał na fortepianie, akordeonie, skrzypcach, trąbce, organach, klarnecie i saksofonie. Gry na instrumentach początkowo uczył go ojciec Jan (absolwent Konserwatorium Lwowskiego), który zmarł w marcu 1939 roku na gruźlicę. Obowiązek utrzymania rodziny spadł na starsze rodzeństwo, m.in. Józefa, który razem z braćmi założył zespół rodzinny grający na różnych uroczystościach, nauczał gry na fortepianie oraz pracował jako organista w rodzinnej parafii – kościele św. Andrzeja Apostoła w Polnej.
W czasie okupacji uzupełniał średnią szkołę (ogólnokształcącą oraz muzyczną). W domu rodzinnym odbywały się tajne komplety z języka polskiego. Nauczycielem była Irena Bautel (jego późniejsza żona). W wieku 17 lat (od 1942) Józef uczestniczył w antyhitlerowskim ruchu oporu na terenie Rzeszowszczyzny. W latach 1945–1947 odbywał służbę wojskową, w której stworzył orkiestrę wojskową (Wojska Polskiego w Warszawie; był w niej kapelmistrzem).
W roku 1947 ożenił się z Ireną z domu Bajtel i zamieszkał w Siemianowicach Śląskich. W latach 1947–1956 kierował Reprezentacyjnym Zespołem Instrumentalnym Wojewódzkiego Domu Kultury w Katowicach, współpracował z wieloma orkiestrami górniczymi (komponował dla nich utwory). Utwory Podobińskiego były grane w radiu katowickim. Dla audycji radiowej Wesołej Czelodki (najpopularniejszej na Śląsku) opracował 600 śląskich pieśni i tańców ludowych na różne zespoły instrumentalne (współpracował w tym czasie z redakcjami Polskiego Radia). Komponował muzykę rozrywkową, aranżował utwory dla różnych orkiestr: akordeonowej, mandolinowej, dętej i zespołów instrumentalnych oraz małe formy dla solistów i chóru. W latach 1948–1955 studiował na wydziale Teorii Kompozycji i Dyrygentury w klasie prof. Jana Galwasa na Akademii Muzycznej w Katowicach, następnie był w niej wykładowcą w latach 1961–1980. Współpracował również z telewizją w Katowicach (1965–1968), komponując muzykę do różnych audycji telewizyjnych.
Kompozytor Józef był wszechstronnie utalentowany, jego twórczy dorobek to utwory: symfoniczne, instrumentalno-symfoniczne, formy sceniczne, małe i wielkie formy wokalno-instrumentalne i kameralne oraz trzy symfonie, dwie rapsodie, dwie uwertury, poemat symfoniczny na orkiestrę symfoniczną. Na szczególną uwagę zasługuje Jazz - symfonia, wykonana w styczniu 1962 r. w Katowicach przez Orkiestrę Symfoniczną Państwowej Filharmonii Śląskiej oraz operetki i musicale m.in. Genialny Kamerdyner oraz Sprzedany talent. Nazywano go polskim Gershwinem. Od 1948 roku należał do Stowarzyszenia Autorów ZAiKS, a od 1962 także do Związku Kompozytorów Polskich.
Podobiński kochał Beskid Sądecki, dlatego w połowie lat siedemdziesiątych kupił z żoną w Muszynie (na Zapopradziu) domek (rodzinna miejscowość żony) i od tamtej pory wszelkie urlopy spędzali w tym miejscu. Kompozytor w Muszynie nie tylko odpoczywał, ale również skomponował wiele utworów m.in. Echo Popradu (utwór związany z Muszyną).
Józef Podobiński przyjaźnił się m.in. z Aleksandrem Bardinim, Beatą Artemską, Bogusławem Kaczyńskim, Zdzisławem Szostakiem, Stanisławem Tokarskim oraz Kazimierzem Kutzem.
Po śmierci żony został sam (nie mieli dzieci) był zagubiony i samotny. Pod koniec życia zachorował na nowotwór. Józef Podobiński zmarł w zapomnieniu 16 maja 1993 roku. Pochowany został w Siemianowicach Śląskich, na cmentarzu parafialnym (razem z żoną).

## Wybrane kompozycje
Wśród wielu kompozycji Józefa Podobińskiego można wymienić:
- Wariacje na skrzypce i fortepian (1951)
- Koncert na puzon i orkiestrę symfoniczną (1952)
- Uwertura na orkiestrę symfoniczną (1953)
- I Kwintet na instrumenty dęte (1954)
- Jazz symfonia (1960)
- Rapsodia I na orkiestrę symfoniczną (1961)
- Suita dziecięca na skrzypce i fortepian (1962)
- Rapsodia II na orkiestrę symfoniczną (1963)
- II Symfonia na wielką orkiestrę symfoniczną (1964)
- Rapsodia jazzowa (1968)
- Genialny Kamerdyner operetka w trzech aktach (1968)
- Sprzedany talent musical w dwóch aktach (1973)
- Impresje jazzowe na solo puzon i orkiestrę symfoniczną lub fortepian (1976)
- III Symfonia na orkiestrę smyczkową (1980)
- Quartetto in Blue na kwartet smyczkowy (1981)
- II Kwintet na instrumenty dęte (1982)
- III Kwintet na instrumenty dęte (1985)
- Gwiezdny szlak na solo puzon i orkiestrę symfoniczną (1985)
- Muzyka, tempo, rytm na dużą orkiestrę dętą (1985)
- Transformacje na dużą orkiestrę dętą (1985)

## Ordery, odznaczenia i nagrody[12]
- 1946 – Medal Zwycięstwa i Wolności za udział w Ruchu Oporu,
- 1972 – Odznaka Zasłużony Działacz Kultury,
- 1972 – Nagroda Ministra Kultury i Sztuki indywidualna III stopnia za szczególne osiągnięcia w dziedzinie dydaktyczno-wychowawczej,
- 1975 – Srebrny Krzyż Zasługi,
- 1977 – Złoty Krzyż Zasługi,
- 1979 – Złota Odznaka Zasłużonemu w rozwoju województwa katowickiego,
- 1982 – Nagroda Rektora Akademii Muzycznej II Stopnia,
- 1987 – Krzyż Kawalerski Orderu Odrodzenia Polski.